# Kísérleti szoftvermérnökség
A kísérleti szoftvermérnökség (angolul: Experimental software engineering) a szoftvermérnökség egyik tudományos ága, amely empirikus megközelítésekre és kísérleti vizsgálatokra épít a szoftverfejlesztési folyamatok jobb megértése érdekében. Ennek keretében a szoftverrendszerek létrehozásában érintett folyamatokon és eljárásokon végeznek kísérleteket, hogy az így nyert adatok alapul szolgáljanak a szoftverfejlesztéshez kapcsolódó elméletek kidolgozásához – az adatalapú elméletalkotás ugyanis a tudományos módszertan egyik alapelve. Számos kutatócsoport elsődlegesen empirikus és kísérleti módszereket alkalmaz.
Az empirikus szoftverfejlesztés kifejezés mindenféle empirikus tanulmány felhasználását hangsúlyozza a tudásgyűjtés érdekében. Az alkalmazott módszerek közé tartoznak a kísérletek, esettanulmányok, felmérések és a rendelkezésre álló adatok felhasználása.

## Empirikus szoftverfejlesztési kutatás
Az Empirikus Szoftvermérnökség és Mérés Nemzetközi Szimpóziumának (International Symposium on Empirical Software Engineering and Measurement) egyik plenáris előadásában Wohlin professzor tíz alapelvet javasolt, amelyet a kutatóközösségnek követnie kellene az empirikus szoftverfejlesztési kutatások relevanciájának és hatásának növelése érdekében. Ugyanakkor ugyanazon a konferencián dr. Ali amellett érvelt, hogy önmagában ezek követése nem elegendő: nem elég csupán bemutatni azokat a bizonyítékokat, amelyek alátámasztják az általunk alkalmazott módszerek állítólagos előnyeit, hanem olyan bizonyítékokra is szükség van, amelyek a gyakorlati alkalmazhatóságot és a költséghatékonyságot támasztják alá.
A Nemzetközi Szoftverfejlesztési Kutatóhálózat (angolul: International Software Engineering Research Network (ISERNC)) egy globális kutatói közösség, amely a kísérleti szoftverfejlesztés területén tevékenykedő kutatócsoportokat tömöríti. Célja a gyakorlati alkalmazás fejlesztése, valamint az egyetemek és az ipar közötti együttműködés előmozdítása. Az ISERN évente ülésezik az International Symposium on Empirical Software Engineering and Measurement (ESEM) konferenciával egyetemben.

## Bibliográfia
- Victor Basili, Richard W. Selby, David H. Hutchens, „Kísérletezés a szoftverfejlesztésben”, IEEE Transactions on Software Engineering, köt. SE-12, 7. szám, 1986. július
- Basili, V.; Rombach, D.; Schneider, K.; Kitchenham, B .; Pfahl, D.; Selby, R. (szerk.), Empirical Software Engineering Issues. Kritikus értékelés és jövőbeli irányok, Springer-Verlag, 2007,ISBN 978-3-540-71300-5 .
- Barry Boehm, Hans Dieter Rombach és Marvin V. Zelkowitz (szerk.), Az empirikus szoftverfejlesztés alapjai – Victor R. Basili öröksége, Springer-Verlag, 2005,ISBN 3-540-24547-2 .
- Jones, D. Bizonyítékokon alapuló szoftverfejlesztés nyilvánosan elérhető adatok alapján, 2020,ISBN 978-1-8382913-0-3
- H. Dieter Rombach, Victor R. Basili és Richard W. Selby (szerk.), [Kísérleti szoftverfejlesztési kérdések: kritikai értékelés és jövőbeli irányok], Springer-Verlag, 1993,ISBN 3-540-57092-6 .

## Fordítás
Ez a szócikk részben vagy egészben  az   Experimental software engineering című angol Wikipédia-szócikk ezen változatának fordításán alapul.  Az eredeti cikk szerkesztőit annak laptörténete sorolja fel. Ez a jelzés csupán a megfogalmazás eredetét és a szerzői jogokat jelzi, nem szolgál a cikkben szereplő információk forrásmegjelöléseként.